# Chamical (departement)
Chamical is een departement in de Argentijnse provincie La Rioja. Het departement (Spaans:  departamento) heeft een oppervlakte van 5.549 km² en telt 13.383 inwoners.

## Plaatsen in departement Chamical
- Bella Vista
- Chamical
- El Retamo
- Esperanza de los Cerrillos
- Esquina del Norte
- La Aguadita
- Polco
- Santa Bárbara
- Santa Rita de la Zanja